# Chesterfield (tabaco)

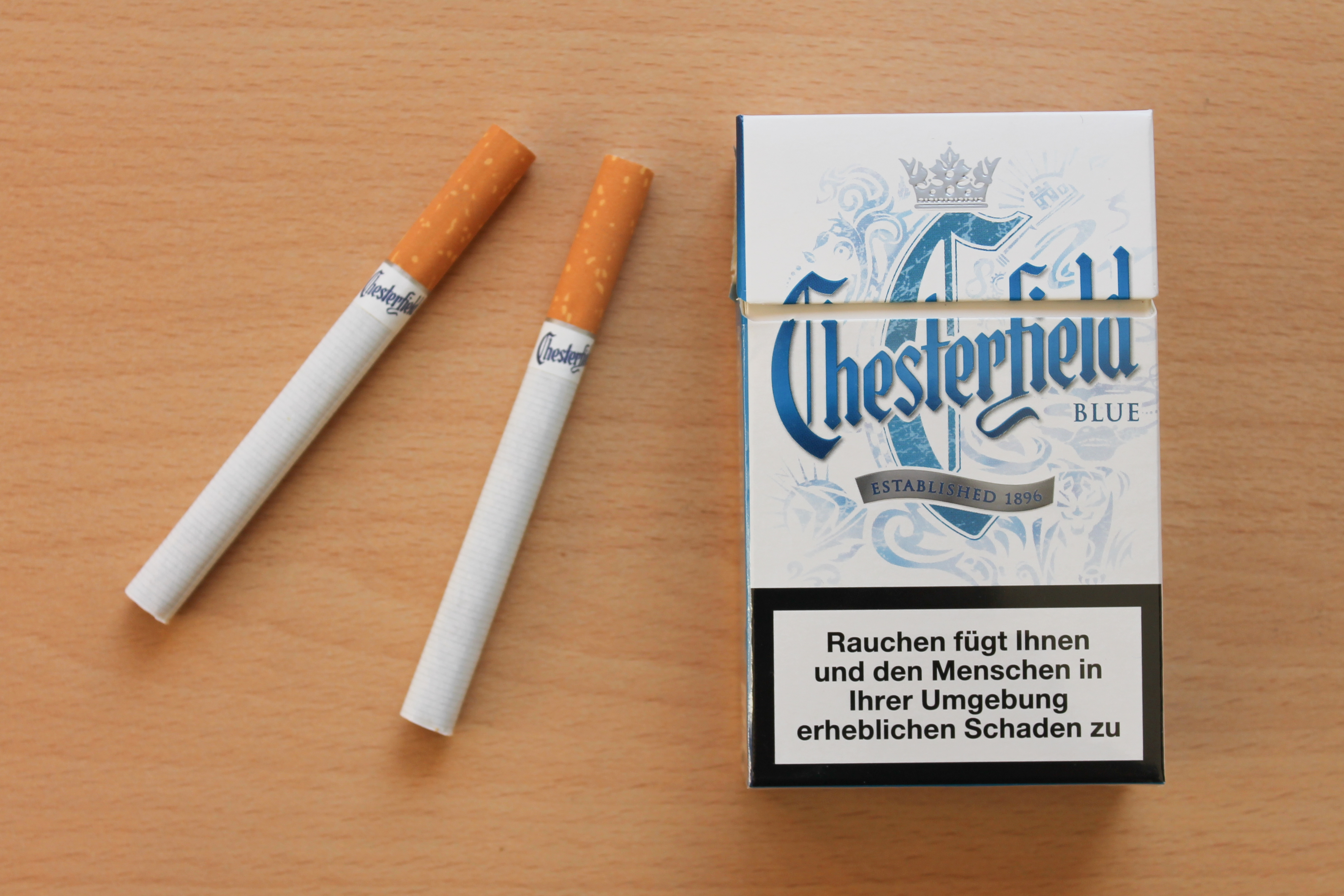
Chesterfield Blue

Marca de cigarros/tabaco produzida e comercializada em Portugal, sendo uma das mais vendidas do seu portfolio.
Fundação: 1896 

Variantes da marca Chesterfield:
- Chesterfield,
- Chesterfield King Size,
- Chesterfield Non-Filter,
- Chesterfield Filters,
- Chesterfield Lights,
- Chesterfiled Milds,
- Chesterfield Ultra Lights,
- Chesterfield Menthol,
- Chesterfield Menthol Lights,
- Chesterfield Originals Full Flavor,
- Chesterfield Originals Lights,
- Chesterfield Classic Red,
- Chesterfield Classic Blue,
- Chesterfield Classic Silver,
- Chesterfield Classic Bronze,
- Chesterfiled Originals (Red),
- Chesterfield Originals (Blue),
- Chesterfield Original,
- Chesterfield Original Blue,
- Chesterfield Rio Tropical,
- Chesterfield Mambaya Gold,
- Chesterfield Oriental Velvet,
- Chesterfield Turkish Gold,
- Chesterfield original Red,
- Chesterfirld Blue,
- Chesterfield Silver,
- Chesterfield Black.
- Chesterfield Press
- Chesterfield Purple Remix
- chesterfield Menta
- Chesterfield soft
- Chesterfield soft red
- Chesterfield 20 red